# Медаль «За визволення Джебраїла»
Медаль «За визволення Джебраїла» (азерб. "Cəbrayılın azad olunmasına görə" medalı) — державна нагорода Азербайджану (медаль). Вона була створена з нагоди перемоги Азербайджану у Другій карабаській війні.

## Історія
11 листопада 2020 року президент Азербайджану Ільхам Алієв на зустрічі з пораненими військовослужбовцями Азербайджану, які брали участь у Другій карабахській війні, сказав, що нові ордени і медалі будуть створені в Азербайджані, і що він дав відповідні інструкції по нагородження цивільних осіб та військовослужбовців, які виявили «героїзм на полі бою та в тилу та відзначилися у цій війні». Він також запропонував назви цих орденів та медалей. 20 листопада 2020 року на пленарному засіданні Національних Зборів Азербайджану на обговорення був внесений проєкт законопроєкту про внесення змін до законопроєкту «Про встановлення орденів і медалей Азербайджанської Республіки».
Медаль «За визволення Джебраїла» була заснована того ж дня у першому читанні відповідно до законопроєкту «Про встановлення орденів і медалей Азербайджанської Республіки» з нагоди перемоги Азербайджану у Другій карабаській війні.

## Статус
Відповідно до законопроєкту «Про встановлення орденів та медалей Азербайджанської Республіки», старша нагорода медалі — медаль «За визволення Суговуші», а її молодша нагорода — медаль «За визволення Ходжавенда».